# FC Vostok Öskemen
Vostok FK Öskemen (Kazachs Восток ФК Өскемен) was een Kazachse voetbalclub uit Öskemen.
De club ontstond in 1963 als FK Wostok Oest-Kamenogorsk (Russisch ФК Восток Усть-Каменогорск) uit een fusie van de clubs FK Metalloerg Oest-Kamenogorsk en FK Torpedo Oest-Kamenogorsk; laatstgenoemde club was in 1961, 1962 en 1963 bekerwinnaar geworden van de beker van de Kazachse SSR. De fusieclub stond periodiek ook bekend als FK WostokMasj Oest-Kamenogorsk (Russisch ФК ВостокМаш Усть-Каменогорск), maar altijd officieus, omdat sponsoring - en zeker door staatsbedrijven - in de Sovjet-Unie taboe was; in 1979 won ze onder deze naam de beker van de Kazachse SSR. Meestal speelde de club in de competitie van de Kazachse SSR, op dat moment het derde niveau in de USSR, en werd daarin in 1990 kampioen.
De eerste achttien seizoenen vanaf de oprichting van de Premjer-Liga speelt Vostok FK Ust-Kamenogorsk (Kazachs Восток ФК Усть-Каменогорск) onafgebroken op het hoogste Kazachse niveau, maar in 2009 degradeert de club; in 2010 wordt ze kampioen van de Pervoj-Liga en keert meteen weer terug naar de Premjer-Liga; de 12de plaats in 2011 betekent echter opnieuw degradatie, maar in 2013 is de ploeg weer terug. Intussen hebben er wel wat naamswijzigingen plaatsgevonden: in 1993 krijgt de stad een Kazachse naam, dus de club heet vanaf dan Vostok FK Öskemen (Kazachs Восток ФК Өскемен). In het seizoen 1997 heet de club om "sponsortechnische" redenen Vostok-Ädil FK Öskemen (Kazachs Восток-Әділ ФК Өскемен) en van 1999 t/m 2002 Vostok-Altın FK Öskemen (Kazachs Восток-Алтын ФК Өскемен). Tussendoor en daarna heet de club als vanouds Vostok FK Öskemen.
Het winnen van de Kazachse beker in 1994 levert de club een avontuur in de Aziatische beker voor bekerwinnaars op, dat twee ronden duurt.
In 2009 degradeerde Vostok naar de Birinşi lïgası om in 2010 direct als kampioen weer terug te keren. Weer degradeerde Vostok maar promoveerde in 2012 met een tweede plaats direct weer terug naar het hoogste niveau. In 2013 degradeerde Vostok echter opnieuw en keerde hierna niet meer terug. Op 6 januari 2016 fuseerde de club met Spartak Semey tot FK Altai Semey.

## Tweede elftal
Het tweede elftal speelde onder de naam Vostok-2 Öskemen in 1995 en van 2003 t/m 2007 in de Kazachse Eerste Divisie; in 2005 haalde Vostok-2 FK zelfs de kwartfinale van de Beker van Kazachstan.

## Erelijst
- Kampioen van de Kazachse SSR

1990
- Bekerwinnaar van de Kazachse SSR

1979
- Beker van Kazachstan

Winnaar: 1994
Finalist: 1996, 1999
- Kampioen van de Pervoj-Liga

2010

### Erelijst vanTorpedo Oest-Kamenogorsk
- Bekerwinnaar van de Kazachse SSR

1961, 1962, 1963

## Historie in dePremjer-Liga
| Jaar | Competitie   | Prestatie                                                                            | (Naam)                    |
| ---- | ------------ | ------------------------------------------------------------------------------------ | ------------------------- |
| 1992 | Topdivisie   | 6de plaats in voorrondegroep B, 11de in de kampioensgroep                            | Vostok FK Ust-Kamenogorsk |
| 1993 | Topdivisie   | 5de plaats in voorrondegroep B, 10de in de kampioensgroep                            |                           |
| 1994 | Topdivisie   | 13de plaats in de competitie                                                         |                           |
| 1995 | Topdivisie   | 8de plaats in de competitie                                                          |                           |
| 1996 | Topdivisie   | 12de plaats in de competitie                                                         |                           |
| 1997 | Topdivisie   | 5de plaats in de competitie                                                          | Vostok-Ädil FK Öskemen    |
| 1998 | Topdivisie   | 5de plaats in de competitie                                                          |                           |
| 1999 | Topdivisie   | 7de plaats in de competitie                                                          | Vostok-Altın FK Öskemen   |
| 2000 | Topdivisie   | 11de plaats in de competitie                                                         | Vostok-Altın FK Öskemen   |
| 2001 | Topdivisie   | 9de plaats in de competitie                                                          | Vostok-Altın FK Öskemen   |
| 2002 | Superliga    | 10de plaats in de voorronde, 11de plaats in de eindronde                             | Vostok-Altın FK Öskemen   |
| 2003 | Superliga    | 14de plaats in de competitie                                                         |                           |
| 2004 | Superliga    | 12de plaats in de competitie                                                         |                           |
| 2005 | Superliga    | 14de plaats in de competitie                                                         |                           |
| 2006 | Superliga    | 9de plaats in de competitie                                                          |                           |
| 2007 | Superliga    | 14de plaats in de competitie                                                         |                           |
| 2008 | Premjer-Liga | 16de plaats in de competitie                                                         |                           |
| 2009 | Premjer-Liga | 10de plaats in de competitie en gedegradeerd                                         |                           |
| 2010 | Premjer-Liga |                                                                                      |                           |
| 2011 | Premjer-Liga | 11de plaats in de voorronde, 12de (6de) plaats in de degradatiegroep en gedegradeerd |                           |
| 2012 | Premjer-Liga |                                                                                      |                           |
| 2013 | Premjer-Liga | 9de plaats in de voorronde, ..de (..de) plaats in de degradatiegroep                 |                           |

## Naamsveranderingen
Alle naamswijzigingen van de club op een rijtje:
| Jaar (Datum) | Nieuwe naam (Russisch: Nederlandse transcriptie) (Kazachs: Qaydar-transcriptie) | Nieuwe Russische naam (t/m 1991)                              | Nieuwe Kazachse naam (vanaf 1992) |
| ------------ | ------------------------------------------------------------------------------- | ------------------------------------------------------------- | --------------------------------- |
| 1967         | FK Wostok Oest-Kamenogorsk, ook FK WostokMasj Oest-Kamenogorsk                  | ФК Восток Усть-Каменогорск, ook ФК ВостокМаш Усть-Каменогорск |                                   |
| 1992         | Vostok FK Oest-Kamenogorsk                                                      |                                                               | Восток ФК Усть-Каменогорск        |
| 1993         | Vostok FK Öskemen                                                               |                                                               | Восток ФК Өскемен                 |
| 1997         | Vostok-Ädil FK Öskemen                                                          |                                                               | Восток-Әділ ФК Өскемен            |
| 1998         | Vostok FK Öskemen                                                               |                                                               | Восток ФК Өскемен                 |
| 1999         | Vostok-Altın FK Öskemen                                                         |                                                               | Восток-Алтын ФК Өскемен           |
| 2003         | Vostok FK Öskemen                                                               |                                                               | Восток ФК Өскемен                 |

## Vostok FK Öskemen in Azië
- 1 = 1e ronde
- 2 = 2e ronde

| Seizoen | Competitie           | Ronde | Land              | Club                       | Score                     |
| ------- | -------------------- | ----- | ----------------- | -------------------------- | ------------------------- |
| 1995/96 | AFC Cup Winners' Cup | 1     | Vlag van Kirgizië | FC Ak-Maral Tokmok         | Ak-Maral trekt zich terug |
|         |                      | 2     | Vlag van Iran     | Bahman Karaj Football Club | 2-2, 0-1                  |

## Bekende (ex-)spelers
- Radanfah Abu Bakr
- Sergej Chizjnitsjenko

- Walter Moore
- Jimmy Mulisa

- Serghei Rogaciov